# ТЕС Сан-Томе
0°20′7.3″ пн. ш. 6°43′53.9″ сх. д. / 0.335361° пн. ш. 6.731639° сх. д.
ТЕС Сан-Томе — теплова електростанція на острові Сан-Томе у Гвінейській затоці. До введення в 2017 році другої черги на ТЕС Санто-Амаро була найпотужнішою станцією в острівній країні Сан-Томе і Принсіпі.
Станція працює з початку 1970-х років. Вона складається з кількох дизель-генераторів, що споживають нафтопродукти, та має загальну потужність 13,7 МВт. Останні з них — 3 генератори по 1,5 МВт — встановили у 2000 році, що дало змогу налагодити енергопостачання столиці міста Сан-Томе.
Втім, станом на середину 2010-х через поганий технічний стан обладнання вкотре виникла криза енергопостачання. Проблему розв'язали спорудженням згаданої вище другої черги ТЕС Санто-Амаро.